# FAkeK'chOz
 (février 2018).
Si vous disposez d'ouvrages ou d'articles de référence ou si vous connaissez des sites web de qualité traitant du thème abordé ici, merci de compléter l'article en donnant les références utiles à sa vérifiabilité et en les liant à la section « Notes et références ».
Albums de Pépé et sa guitare
Pépé et sa guitare
(2003) 100% bœuf
(2007)
fAkeK'chOz est le second album de l'auteur-compositeur-interprète québécois Philippe Proulx, connu sous le nom de scène Pépé et sa guitare, sorti en octobre 2005 (sur le label La tribu).
Contenant 22 titres pour plus d'une heure, cet album s'est fait connaître grâce au succès de Toué tu l'as. L'album contient également un autre single, Le mangeux de bines

## Liste des titres
Toutes les chansons sont écrites et composées par Philippe Proulx.
| 1.    | Les Croûtes              | 3:16 |
| 2.    | Du temps pis d'l'$       | 0:49 |
| 3.    | Fakek' Choz              | 2:39 |
| 4.    | Bourée d'fond d'bag      | 2:46 |
| 5.    | Les yeux bruns           | 3:23 |
| 6.    | Je ne sais pas           | 2:52 |
| 7.    | Aurore                   | 2:53 |
| 8.    | La faculté               | 2:49 |
| 9.    | Toué tu l'as             | 3:51 |
| 10.   | Su' mes toilettes        | 1:47 |
| 11.   | Gros Tas                 | 1:40 |
| 12.   | Yolande                  | 1:38 |
| 13.   | Slackey                  | 3:50 |
| 14.   | Hawaï                    | 2:43 |
| 15.   | J'pense que j'pense      | 1:21 |
| 16.   | Mes affaires dans la rue | 3:06 |
| 17.   | La vie                   | 1:33 |
| 18.   | Uku                      | 1:51 |
| 19.   | El boz                   | 3:44 |
| 20.   | Prendre d'la drogue      | 3:16 |
| 21.   | Le mangeux d'bines       | 3:37 |
| 22.   | La mission               | 5:53 |
| 61:17 |                          |      |